# Hypena luzonensis
Hypena luzonensis là một loài bướm đêm trong họ Erebidae.